# 浮穴郡
- 令制国一覧 > 南海道 > 伊予国 > 浮穴郡
- 日本 > 四国地方 > 愛媛県 > 浮穴郡

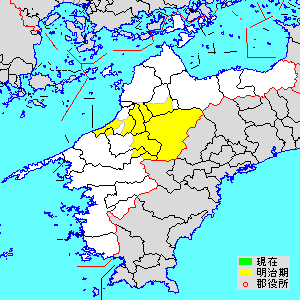
愛媛県浮穴郡の位置

浮穴郡（うけなぐん）は、愛媛県（伊予国）にあった郡。

## 郡域
現在の下記の区域にあたるが、行政区画として画定されたものではない。
- 松山市の一部（井門町、森松町、南高井町以南）
- 伊予市の一部（双海町各町・中山町出渕・中山町栗田・中山町佐礼谷・平岡・上唐川・両澤・鵜崎）
- 東温市の一部（牛渕、田窪、見奈良、南方、則之内、河之内より南西）
- 大洲市の一部（河辺町河都・河辺町三嶋・河辺町川上・河辺町北平および田処の一部）
- 西予市の一部（野村町小松・野村町大野ケ原）
- 上浮穴郡久万高原町、伊予郡砥部町の全域
- 喜多郡内子町の一部（石畳および中田渡、吉野川、寺村、立石以東）

## 歴史

### 近世以降の沿革
所属町村の変遷は上浮穴郡#郡発足までの沿革、下浮穴郡#郡発足までの沿革をそれぞれ参照
- 「旧高旧領取調帳」に記載されている明治初年時点での支配は以下の通り。（103村）
  - 後の上浮穴郡域（42村） - 松山藩、大洲藩、新谷藩
  - 後の下浮穴郡域（61村） - 松山藩、大洲藩、新谷藩
- 明治4年
  - 7月14日（1871年8月29日） - 廃藩置県により松山県、大洲県、新谷県の管轄となる。
  - 11月15日（1871年12月26日） - 第1次府県統合により、全域が宇和島県の管轄となる。
- 明治5年
  - 5月15日（1872年6月20日） - 旧松山県（概ね現在の松山市域・東温市域・久万高原町域）が石鉄県の管轄となる。
  - 6月23日（1872年7月28日） - 宇和島県の管轄地域が神山県の管轄となる。
- 明治6年（1873年）2月20日 - 全域が愛媛県の管轄となる。
- 明治11年（1878年）12月16日 - 郡区町村編制法の愛媛県での施行により、久万町村ほか42村の区域に上浮穴郡、見奈良村ほか62村の区域に下浮穴郡がそれぞれ発足。同日浮穴郡消滅。